# Naci Erdem
Naci Erdem (Isztambul, 1938. január 28. – 2022. március 28.) török labdarúgóhátvéd.

## Pályafutása

### Klubcsapatban
1953 és 1963 között a Fenerbahçe, 1963–64-ben a Beyoğluspor, 1964 és 1966 között a Galatasaray labdarúgója volt.  A Fenerbahçével egy bajnoki címet, a Galatasaray-jal két törökkupa-győzelmet ért el.

### A válogatottban
1954 és 1965 között 34 alkalommal szerepelt a török válogatottban. Részt vett az 1954-es svájci világbajnokságon

## Sikerei, díjai
Fenerbahçe
- Török bajnokság
  - bajnok: 1960–61

 Galatasaray
- Török kupa
  - győztes (2): 1964–65, 1965–66